# Podzolgronden
Podzolgronden zijn volgens de Nederlandse bodemclassificatie minerale gronden met een duidelijke podzol-B-horizont en een A-horizont dunner dan 50 cm. Door de eis van een duidelijke podzol-B worden podzolen met een zwak ontwikkelde B-horizont niet tot de podzolgronden gerekend. Ook is er een groep bodems die door eeuwenlange plaggenbemesting een A-horizont dikker dan 50 cm heeft verkregen. Deze worden ook niet tot de podzolgronden, maar tot de eerdgronden gerekend: meestal zijn het bruine of zwarte enkeerdgronden.
Podzolen die na de bodemvorming zijn overstoven of overslibd, met veen overgroeid, of met een dunne veenlaag én een dun klei- of zanddek zijn bedekt, worden alleen tot deze groep gerekend als deze bovengrond dunner dan 40 cm is.

## Onderverdeling
De podzolgronden worden op basis van kenmerken van de podzol B-horizont, de humusvorm 
en het voorkomen van hydromorfe kenmerken onderverdeeld in drie suborden:
- Moderpodzolgronden - deze zijn niet humusrijk; de humus komt vooral voor in de vorm van moder en er is duidelijke aanrijking met ijzer in de B-horizont (moderpodzol-B)
- Hydropodzolgronden  - humuspodzolgronden met hydromorfe kenmerken; deze hebben een humusrijke B-horizont (humuspodzol-B) en hoog in het profiel kenmerken die erop wijzen dat ze in het verleden permanent of periodiek met water verzadigd waren
- Xeropodzolgronden - humuspodzolgronden zonder hydromorfe kenmerken; deze hebben een humuspodzol-B en lage grondwaterstanden.

Gebaseerd op kenmerken als de aanwezigheid van moerig materiaal in de bovengrond, een eerdlaag, een zand-, zavel- of kleidek,  lutumverplaatsing of moedermateriaal worden de drie suborden in de volgende groepen en subgroepen onderverdeeld:
- Moderpodzolgronden
  - Moderpodzolgronden
    - Holtpodzolgronden - de standaard moderpodzol
    - Holtpodzolgronden met een zanddek
    - Loopodzolgronden - een moderpodzol met een, door de mens opgebrachte, donkere bovengrond (plaggenbemesting)
    - Hoekpodzolgronden - een moderpodzol met een door inspoeling van lutum ontstane briklaag in de ondergrond
    - Horstpodzolgronden - een moderpodzol met in de ondergrond een aantal met lutum en ijzer verrijkte zwaardere lagen (banden-B)

- Hydropodzolgronden
  - Moerige podzolgronden
    - Moerpodzolgronden -  laaggelegen humuspodzol met een moerige bovengrond
    - Moerpodzolgronden met een zavel- of kleidek - een moerpodzol met een dek van zee- of rivierklei
    - Moerpodzolgronden met een zanddek - een moerpodzol met een dun zanddek (in stuifzandgebieden of een opgebracht veenkoloniaal dek)
    - Dampodzolgronden - een moerpodzolgrond met een minerale eerdlaag

  - Gewone Hydropodzolgronden
    - Veldpodzolgronden - de standaard humuspodzol met hydromorfe kenmerken
    - Veldpodzolgronden met een zavel- of kleidek
    - Veldpodzolgronden met een zanddek
    - Laarpodzolgronden - een hydropodzol met een door de mens opgebrachte donkere bovengrond (plaggendek)

- Xeropodzolgronden
  - Xeropodzolgronden
    - Haarpodzolgronden  - de standaard humuspodzol met lage grondwaterstanden
    - Haarpodzolgronden met een zanddek
    - Kamppodzolgronden - een humuspodzol met een door de mens opgebrachte donkere bovengrond (plaggendek)
    - Heuvelpodzolgronden - een humuspodzol met een banden-B in de ondergrond

De humuspodzolgronden heten in de internationale FAO/UNESCO classificatie Podzols en in de Amerikaanse classificatie (Soil Taxonomy) Spodosols. Moderpodzolgronden worden in diverse classificatiesystemen niet als een echte podzol gezien. In Duitsland spreekt men van een Podsol-Braunerde en in Engeland van een brown podzolic soil.

## Afbeeldingen

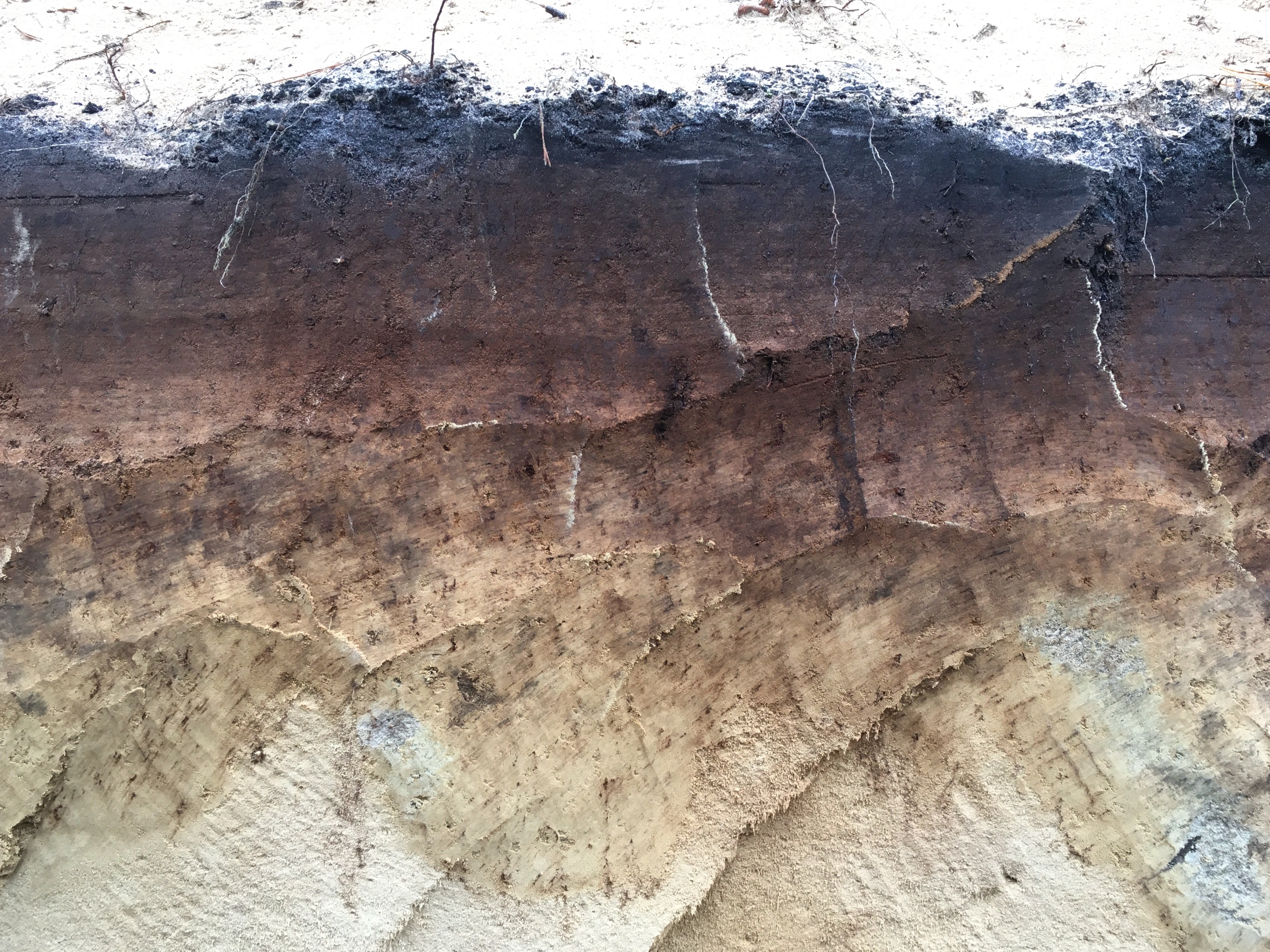
Close-up van een afgegraven holtpodzol in het Lutterzand

World Reference Base for Soil Resources: Acrisol · Alisol · Andosol · Anthrosol · Arenosol · Calcisol · Cambisol · Chernozem · Cryosol · Durisol · Ferralsol · Fluvisol · Gleysol · Gypsisol · Histosol · Kastanozem · Leptosol · Lixisol · Luvisol · Nitisol · Phaeozem · Planosol · Plinthosol · Podzol · Regosol · Retisol · Solonchak · Solonetz · Stagnosol · Technosol · Umbrisol · Vertisol

USDA Soil Taxonomy: Alfisol · Andosol · Aridisol · Entisol · Gelisol · Histosol · Inceptisol · Mollisol · Oxisol · Spodosol · Ultisol · Vertisol

Nederlandse bodemclassificatie: Veengronden · Podzolgronden · Brikgronden · Eerdgronden · Vaaggronden